# Philippe-Alain Michaud
Philippe-Alain Michaud (nacido en 1961 en París, Francia) es filósofo de formación y Doctor en Historia del Arte; teórico e investigador del medio cinematográfico reconocido por dirigir el Departamento y la colección de cine experimental del Centro Pompidou y por sus investigaciones que relacionan el film con la Historia del Arte.

## Biografía
Fue alumno de la Escuela Normal Superior de París, graduado en Filosofía y Doctor en Historia del Arte. Es profesor de la ERG (École de Recherche Graphique) en Bruselas, consultor en la Rijkasakademie de Ámsterdam desde 2008 y curador y director del Departamento de Cine del Museo Nacional de Arte Moderno -Centro Georges Pompidou- desde el año 2003, donde realizó la curaduría de la colección Imagen en movimiento, exhibida hasta enero del 2007. 
También es responsable de la programación cinematográfica en el auditorio del Museo del Louvre y responsable de la colección Literatura artística de Ediciones Mácula desde 1991.
Ha sido curador de varias exposiciones entre las cuales se pueden citar:
- Comme le rêve le dessin (Museo del Louvre / Centre Pompidou, 2004),
- Le mouvement des images (Centro Pompidou, 2006),
- Nuits électriques (Musée, de la photographie, Moscou y Laboral (Gijón, España) 2007,
- Tapis volants (Villa Medici, Roma y Les Abattoirs, Toulouse) 2010,
- Images sans fin, Brancusi photographie, film (Centre Pompidou, 2012), con Clément Cheroux y Quentin Bajac,
- Beat Generation (Centre Pompidou, 2016), con Rani Singh y Jean-Jacques Lebel.

## Trabajo teórico
Su trabajo teórico se centra especialmente en las intersecciones de la Historia del Arte y la cinematografía, con una visión antropológica de la iconología.  

En línea con Aby Warburg, piensa la imagen a partir del cine; es decir que retoma sus conceptos y los lleva a la imagen en movimiento. Lo cinematográfico se convierte entonces en algo más que una alegoría de la velocidad y el movimiento: es un símbolo de los pasajes que producen el ojo y el espíritu al pasar de un arte a otro, de un cuadro a otro. En este sentido, dice Michaud: 
"Insisto en la distinción entre film y cine. El cine es el lugar donde se difunde una película, es el espectáculo mismo. Decimos 'vamos al cine' para decir que vamos a divertirnos, a pasar un momento. Es una transposición del teatro. Pero cuando un film se exhibe en un museo, cambia todo. Porque en ese momento no se lo piensa en el contexto de la historia del cine, sino en el de la historia del arte".
Ha publicado una importante cantidad de libros sobre Historia del Arte donde se especializa en Cine, la imagen y la imagen en movimiento. En 1999 publicó “Aby Warburg et l'image en mouvement”, el primer libro en idioma francés sobre la obra de Aby Warburg y traducido al español por Libros UNA a fines de septiembre de 2017 como "Aby Warburg y la imagen en movimiento".